# Античен стадион (Пловдив)
Римският стадион на Филипопол, днешен Пловдив, е изграден в началото на ІІ в., по времето на император Адриан (117 – 138). Филипопол и Тримонциум (Трихълмие) са имената на Пловдив по времето на Древния Рим. Римският  стадион е едно от най-забележителните съоръжения на древния Филипопол. Обявен е за национална културна ценност през 1995 година. Стадионът е една от многото запазени сгради от времето на Древния Рим в днешен Пловдив, сред които са най-добре съхраненият античен театър на Балканския полуостров, фрагменти от Форума / Агората, Одеона / Булевтериона, фрагменти от два акведукта, крепостни стени, терми, малка и голяма базилика, синагога, резиденции, улици и др.

## Местоположение
Стадионът е разположен в северния край на укрепения град, между двете крепостни стени, между западния склон на Таксим тепе и източния склон на Сахат тепе. Днес стадионът се намира в центъра на града, под Главната улица. Северната част от него може да бъде видяна на площад Джумая, но по-голямата част от стадиона е под сградите по протежение на главната улица. Централният вход на стадиона се намира на днешния площад Каменица.

## Стадионът
Стадионът има дължина 240 метра и широчина 50 метра. Дължината на пистата е един стадий – 600 гръцки (625 римски) стъпки, или 180 метра. Стадионът е побирал 30 000 зрители, някои от които са идвали специално, за да присъстват на игрите във Филипопол. Местата за зрителите са на 14 реда, прекъснати от стълбищни пътеки, които достигат до пистата. Седалките са изработени от монолитни мраморни блокове, украсени със стилизирана лъвска лапа. Лицето на първия ред е облицовано с мраморни плочи (ортостати) с височина 1,80 м, издигнати върху базисен ред от профилирани мраморни блокове. Седалките на последния ред имат облегалки.
На площад Джумая е експонирана северната, дъговидна част на стадиона, наречена сфендона. Под полукръглите редове седалки (кавея) е изграден засводен вход, който свързва пистата с подземен проход-улица. Над свода е изградена ложа. В северната страна на коридора е разкрита част от крепостната стена на Филипопол, изградена през ІІ и ремонтирана през ІІІ-ІV век. През ІV век тази зона е пресечена от античен акведукт.
Почетните зрителски места на филипополския стадион са надписани (както в повечето сгради за зрелища из цялата Римска империя). Открити са седалки с гръцки надписи, доказващи, че е имало специални места за лица с висок социален статус.
Централният вход на стадиона е оформен от зидани стълбове – пилони, облицовани с мраморни пиластри с пластична украса. Върху пиластрите са изобразени бюстове на Хермес (херми) с поставени над тях наградни вази с палмови клончета, а до тях – атрибутите на Херакъл – лъвска кожа, боздуган и колчан със стрели. Мраморните блокове от архитектурните детайли при входа, както и тези на първия ред, са свързани помежду си чрез железни скоби, споени с олово. Пред входа е разкрита настилка от гранитни блокове в шестоъгълна форма.
Според намерени надписи и монети в града периодично са се организирали Питийски игри, по подобие на тези в Гърция. При посещението на император Каракала през 214 г. игрите били наречени Александрийски, а при визитата на император Елагабал през 218 г. – Кендрисийски. Игрите били организирани от Общото събрание на провинция Тракия. Специално за игрите монетарницата на Филипопол секла специални монети с лика на властващия император и образи от спортни състезания, провеждани на стадиона. Мраморна плоча, открита при разкопките на сфендоната, доказва, че Антиной, любимецът на император Адриан, също е бил почитан със състезания в стадиона на Филипопол.
Атлетите се състезавали в две възрастови категории – мъже и момчета. Игрите са се ръководили от агонотети (спортни организатори). Започвали със състезание за глашатаи и тръбачи. Спортните надпревари били съпътствани и от музикални, поетически и артистични състезания.

## Консервация и реставрация
На 2 октомври 2013 г. започва вторият и финален етап от реконструкцията на стадиона. Той включва изграждането на ажурно стълбище на мястото на бетонната връзка към ул. „Лейди Странгфорд“, създаване на информационен център, кафе-бар и 3D киносалон. Бетоновата стълба е реконструирана в облика на Римския стадион, а платформа за инвалиди свързва първото и второто ниво на съоръжението. Информационният център и панорамният кафе-бар са разположени на терасата, а част от проекта включва оформянето ѝ в овална форма, подобно на формата на стадиона. Кафенето и центърът за информация са разделени от двойна експозиционна стъклена стена. В киносалонът с близо 40 места на овален екран се прожектират филми за Пловдив, както и презентации на древния град, поръчани специално от Общината. Общата стойност на втория етап от реконструкцията възлиза на 500 хил. лв.
- Разкриване на стадиона (1970-1976 г.)

## Галерия
- Античен стадион на Филипопол
- Античният стадион и площад Джумая
- Част от сфендоната на Античния стадион
- Покритата улица под сфендоната на Античния стадион
- Площад Джумая – поглед от север към крепостната стена (преден план) и главната пешеходна улица на Пловдив (заден план)
- Античният стадион – пилони на акведукта и крепостна стена (вдясно)
- Античният стадион – начертана дама на седалка над ложата
- Античният стадион – детайл от седалка, украсена със стилизирана лъвска лапа
- Сфендоната и Джумая джамия – поглед от пистата на стадиона.